# حدائق السحر فی دقائق الشعر
حَدایِقُ السِّحر فِی دَقایِقِ الشِّعر (به معنی: باغ‌های جادو در باب نکات ریزِ شعر)، کتابی است در فن بدیع، تألیف رشیدالدین محمّدعمری کاتب بلخی معروف به وطواط (متوفّی به سال ۵۷۳ هجری). وی انگیزهٔ تألیف کتاب خود را مطالعهٔ ترجمان‌البلاغه رادویانی ذکر کرده و گفته که آن کتاب از راه تکلّف تنظیم شده و با خطاهایی همراه بوده است، و با این حال، در کتاب خود شواهد بسیاری از آن آورده و فصول و ابواب آن را نیز در نظر داشته و احیاناً سرمشق کار خویش قرار داده است. حدائق‌السّحر، با توجه به زمان تألیف و دربرداشتن تعداد درخور توجهی از صنعت‌های بدیعی، یکی از منابع مهم فن بدیع در زبان فارسی و متضمن اطلاعات گران‌بها دربارهٔ شاعرانی نظیر قطران تبریزی، عنصری، فرخی سیستانی و مسعود سعد سلمان است. چاپ انتقادی حدائق‌السحر به اهتمام عباس اقبال آشتیانی به انضمامِ مقدّمه و حواشی و سه فهرست در سال ۱۳۰۸ در تهران منتشر شد.

## از مقدمهٔ کتاب
این کتاب یکی از جمله شاهکارهای نثر فارسی و از مهمترین کتب ادبیّه ایست که تاکنون به این زبان نوشته شده‌است.
اهمیتِ این کتابِ صغیرالحجمِ کثیرالفائده از چندین جهت است:
۱- از لحاظ قدمتِ آن: چراکه تاریخ تألیفِ این کتاب، در اواسط قرن ششم هجری و تقریباً مقارن با زمان نوشتن کتاب‌های چهار مقاله (اثر نظامی عروضی) و مقامات حمیدی (اثر قاضی حمیدالدین بلخی) می‌باشد که هر دو در حدود سالهای ۵۵۱ و ۵۵۲ هجری، به رشتهٔ تحریر درآمده‌اند.
چون کتبی که برای ما، از این دوره‌ها و دوره‌های پیش از آن به جا مانده قلیل و انگشت شمار می‌باشد، پس هرچه از کتابهای نثر فارسی مربوط به قبل از قرنهای ششم و هفتم که به دست بیاید، به منزلهٔ سرمایه‌های ادبی گرانبهایی از زبانِ شیوای فارسی خواهد بود.
۲- از لحاظ مقام و اهمیّت مؤلّف کتاب: «رشید وطواط»، یعنی مؤلّف این کتاب یکی از منشیان بلیغ و سخنورِ فارسی و عربی بوده و از شاعرانی است که در هر دو زبان استادانه شعر سروده‌است. وی در عهدِ خود، از امرایِ کلام و از ادبایِ بزرگ و عالی مقام به شمار می‌آمده‌است.
۳- از لحاظ اولین بودنِ این کتاب در نوع خود: این کتاب اولین کتابِ فارسی در موضوع «صنایع شعری» است که نسخهٔ آن بدست ما رسیده و قبل از آن کتابهای دیگری که در همین فنّ (صنایع شعری)، نگاشته شده بوده‌اند، همه در طوفانِ حوادث از میان رفته‌اند و اثری از هیچکدامِ آنها برجای نمانده‌است.
از جملهٔ این کتابهای نابود شده، کتاب «تَرجِمانُ البلاغة» اثر: «محمد بن عمر رادویانی»و کتاب «کَنزُالغَرائب»، تألیف «منشوری»، که توسطِ «خورشیدی» شرح شده‌است، و همچنین تألیفاتِ «ابوالحسن بهرامی سرخسی» می‌باشند که از وجودِ همهٔ آنها، بوسیلهٔ همین کتابِ «حدائقُ الشعر» اطلاع پیدا کرده‌ایم.
۴- از لحاظ گشودنِ بابی جدید در ادبیّات فارسی: این کتاب به مناسبتِ کوچکی حجم، اهمیّت موضوعات طرح شده در آن، شهرت مؤلّف و... ، خیلی زود مورد توجّه سخنوران و ادیبانِ فارسی زبان قرار گرفته و مؤلفین و مصنّفینِ متعددی به تقلید و تفسیرِ آن پرداخته‌اند. به طوریکه می‌توان گفت که انتشارِ آن بابِ مخصوصی را در ادبیاتِ فارسی باز کرده‌است.
۵- از لحاظ فوائدِ ادبی و اطلاعاتِ تاریخی موجود در کتاب: این تألیفِ نفیس، علاوه بر این که کتابی بسیار مهم در «فنّ بدیع» محسوب می‌شود و حاوی تعداد زیادی از صنایع شعری است که شناخت و به کارگیری این اندازه از صنایع شعری، سخن را آرایشی نیکو می‌بخشد، دارای این ویژگی نیز هست که فوائد ادبی گوناگون و اطلاعات تاریخی گرانبهایی در آن گنجانیده شده‌است.
در ضمن در این کتاب اشعاری از بعضی شاعران هست که از این اشعار، جز در همین کتاب، در هیچ منبع دیگری یاد نشده‌است.
مجموعهٔ این قبیل ویژگیها سبب شده که این کتاب، کمکِ بسیاری برای تاریخ ادبیات فارسی فراهم آورد و ما را با برخی شاعران قرنهای نخست هجری، و اشعار آنان آشنا سازد. بویژه که خود «رشید وطواط» که از نقّادانِ بزرگِ سخن و کاملاً عارف به قواعد فصاحت و بلاغت بوده، در بابِ برخی از این گویندگان و طرزِ شعرِ آنان، اظهار نظر نیز کرده‌است که این اظهار نظر دارای نهایت اهمیت بوده و بر ما حجّت است.
امّا تا قبل از اینکه استاد علّامه «عبّاس اقبال آشتیانی» اقدام به تصحیح و تحشیهٔ این کتاب ارزشمند نمایند، چهار چاپ از آن موجود بود که هیچ‌یک آنطورکه باید و شاید قابل استفاده نبود و در هریک از آنها غلطها و تحریفات فراوان وجود داشت.
تا اینکه استاد «اقبال آشتیانی»، ضمن سفری به اروپا و با راهنمائی استاد علّامهٔ بزرگ «میرزا محمد خان قزوینی متوجّه وجود نسخه‌ای بسیار قدیمی وخطّی از این کتاب، در» کتابخانهٔ ملّی پاریس «شد و ضمنِ مقایسه و مقابلهٔ این نسخه و سایر نسخِ موجود، نسبت به تصحیح و تحشیهٔ آن اقدام نموده و آن را با یاری» سیدعبدالرحیم خلخالی" و سرمایهٔ شخصیِ او به چاپ رسانید.
استاد علامه «عباس اقبال آشتیانی»، در نخستین صفحه از کتاب «حدایقُ السحر، فی دقایق الشعر»، این کتاب را به پیشگاه استاد فاضل و ارجمندِ خود، "حضرت آقای میرزا عبدالعظیم خان قریب گرکانی، که سرمایهٔ گرانبهای عمر خویش را وقفِ احیای زبان و ادبیات فارسی کرده و از این راه خدماتِ فراموش نشدنی به اساسِ قومیّت ایرانی نموده‌اند، تقدیم نموده‌است.